# Радужные друзья
это игра на платформе Roblox начало первая ночь нарисованы в театре кубики красный говорит мои кубики упали все что вам нужно найти кубики и положить их на место кубики расбросаны по карте можно спрятатся от синего в коробке когда все игроки найдут 24 кубика начнется вторая ночь появляется зеленый красный говорит похоже грин проснулся он знает что ты там как он может видеть тебя ели он слепошарый зеленый слышит но может вас поймать в коробках нужно доставить в театр все 15 пачек с едой для оранжевого начало третьей ночи появляется рука оранжевого он всегда будет голоден если вы его не покормите от него можно спрятатся в коробке появляется фиолетовый он будет вас смотреть из вентиляции красный спрашивает хмм почему вентиляционные отверстия начали протекать фиолетовый может вас поймать в коробке можно без коробки пройтись по следам которые есть возле воды финал начинается синий сидит на сцене написано нельзя наступать на шарики если кто нибудь наступит на шарик можно подойти близко к двери где написано выход потом нужно двигать кубики есть два не добавленных персонажей желтый утка и розовый или гуи